# Salice Salentino rosato
Il Salice Salentino rosato è un vino DOC la cui produzione è consentita nelle province di Brindisi e Lecce.

## Caratteristiche organolettiche
- Esame visivo: Brillante, Rosa cerasuolo, Abbastanza consistente.
- Esame olfattivo: Intenso, Abbastanza complesso, Fine. Fruttato, Floreale, Minerale.
- Esame gusto-olfattivo: Secco, Abbastanza caldo, Abbastanza morbido. Fresco, Sapido. Equilibrato, Abbastanza persitente, Abbastanza Intenso, Fine. Di corpo.

Nel complesso è un vino abbastanza armonico

## Storia
Il primo vino rosato in Italia fu imbottigliato a Salice Salentino nel 1943 dall'Antica Azienda Vitivinicola dei Conti "Leone de Castris". All'epoca fu chiamato Five Roses e venne esportato prevalentemente negli Stati Uniti dove riscosse un grande successo. Ne mantiene tuttora il nome ed è uno dei vini rosati più famosi in Italia e nel mondo. ( in esiste nessun documento storico che attesti questa notizia)

## Abbinamenti consigliati
Ideale accompagnato alla tradizionale frisa salentina. Ottimo su linguine ai frutti di mare, spigole, orate. Abbinabile anche a una pizza margherita.

## Produzione
Provincia, stagione, volume in ettolitri
- Brindisi  (1990/91)  739,36
- Brindisi  (1991/92)  804,49
- Brindisi  (1992/93)  1566,99
- Lecce  (1990/91)  1253,0
- Lecce  (1991/92)  670,0
- Lecce  (1992/93)  1525,06
- Lecce  (1993/94)  1886,87
- Lecce  (1994/95)  913,52
- Lecce  (1995/96)  285,0
- Lecce  (1996/97)  875,64